# Nookie
"Nookie" é uma canção escrita por Wes Borland, Fred Durst, John Otto e Sam Rivers, gravada pela banda Limp Bizkit.
É o primeiro single do segundo álbum de estúdio lançado em 1999, Significant Other.
A música foi nomeada para o Grammy Award em 2000, na categoria "Best Hard Rock Performance".

## Paradas
| Ano  | Parada                     | Posição |
| ---- | -------------------------- | ------- |
| 1999 | Hot Mainstream Rock Tracks | 6       |
| 1999 | Alternative Songs          | 3       |
| 1999 | Billboard Hot 100          | 80      |